# Воєнні злочини у Вінницькій області під час російсько-української війни
6 березня, в результаті авіаударів по аеропорту «Вінниця», постраждали 10 осіб, серед них цивільні та військові. З-під завалів споруд на території аеропорту «Вінниця» дістали 6 людей, а також 9 тіл загиблих. Відповідно до найновіших даних, в результаті обстрілу вінницького аеропорту загинули 10 осіб. 8 березня з-під завалів дістали ще одну жертву.
На Вінниччині внаслідок російських ракетних ударів 25 квітня 2022 року по об'єктах транспортної інфраструктури поблизу м. Жмеринки та м. Козятина на Вінниччині загинули п'ятеро людей, 18 — поранені.
14 липня відбувся ракетний удар по Вінниці, внаслідок якого загинули 27 осіб, поранено 202, безвісти зникло 8 осіб. Спікер Командування повітряних сил Юрій Ігнат заявив, що удару було завдано російськими ракетами «Калібр», випущеними з підводного човна у Чорному морі.